# Pikis prästgård
Pikis prästgård (finska: Piikkiön pappila) är en historisk prästgård i Pikis i S:t Karins stad i det finländska landskapet Egentliga Finland. Prästgården, som ligger nära Pikis kyrka, ägs av Åbo och S:t Karins kyrkliga samfällighet och numera fungerar den som en fest- och samlingslokal.

## Historia
Pikis prästgårds huvudbyggnad har byggts 1779 som en tjänstebostad för Pikis församlings kyrkoherde. Prästgården har reparerats 1868 och 1918. På 1750-talet grundade botaniker och präst Pehr Kalm en trädgård på prästgården. Prästgården har troligen funnits på samma plats sedan medeltiden.